# 100051 Davidhernandez
100051 Davidhernandez este un asteroid din centura principală de asteroizi.

## Descriere
100051 Davidhernandez este un asteroid din centura principală de asteroizi. A fost descoperit pe 6 octombrie 1991 la Observatorul Palomar de Andrew Lowe. Asteroidul prezintă o orbită caracterizată de o semiaxă mare de 2,19 ua, o excentricitate de 0,04 și o înclinație de 5,8° în raport cu ecliptica.